# Las alimañas
 Las alimañas  es una película española clasificada para mayores de 18 años, dirigida por Amando de Ossorio y estrenada en el año 1977. En color y formato panorámico. Tuvo muy poco éxito.  

## Argumento
Tras robar las riquezas históricas guardadas en la Sala de Oro del Museo de Lima, los tres ladrones y sus amantes se enfrentan por la posesión del botín.